# ابن الزقاق الإشبيلي
علي بن القاسم بن يونش الإشبيلي، أبو الحسن ابن الزقاق (توفي 605 ه‍ / 1208 م) هو عالم بالعربية. أصله من إشبيلية.
سكن في دمشق ونزل الجزيرة ومات وهو في طريق الحجاز. له «مفردات القرآن» و «شرح الجمل» ويقع في أربعة مجلدات كبار.